# (117257) 2004 SV53
(117257) 2004 SV53 es un asteroide perteneciente al cinturón de asteroides, descubierto el 22 de septiembre de 2004 por el equipo del Lincoln Near-Earth Asteroid Research desde el Laboratorio Lincoln, Socorro, Nuevo México.

## Designación y nombre
Designado provisionalmente como 2004 SV53.

## Características orbitales
2004 SV53 está situado a una distancia media del Sol de 3,184 ua, pudiendo alejarse hasta 3,294 ua y acercarse hasta 3,073 ua. Su excentricidad es 0,035 y la inclinación orbital 5,843 grados. Emplea 2074,78 días en completar una órbita alrededor del Sol.
Los próximos acercamientos a la órbita de Júpiter ocurrirán el 8 de diciembre de 2118, el 30 de octubre de 2129 y el 24 de septiembre de 2140.

## Características físicas
La magnitud absoluta de 2004 SV53 es 14,64.